# MSリーダーズ
MSリーダーズ（えむえすリーダーズ）とは、岐阜県の高校生が組織する規範意識啓発推進委員会である。
MSは「Manners Spirit（マナーズ・スピリット）」の頭文字。

## 活動内容
- 地域清掃
- 交通安全
- 非行防止の活動
- 地域の鉄道を守る活動
- 保育園の訪問交流
- 老人養護施設の訪問交流

など、年間100回以上の活動を行っている。

## 沿革
- 2000年（平成12年） - 岐阜県で行われた全国高校総体で県内の高校生が「一人一役運動」を行い大会をサポートした。
- 2001年（平成13年）10月 - 岐阜県警察が提唱し、岐阜県教育委員会、学校、ボランティア団体が支援し飛騨地区の高校で試行的に実施。
- 2002年（平成14年）4月 - 全県下の高校ならびに特別支援学校で「岐阜の未来は君たちで！」のスローガンのとも加盟者数9校91名で活動を開始。
- 2006年（平成18年） - 加盟者数が91校3,764名。
- 2007年（平成19年）9月 -　加盟者数89校4,448人。